# جاك تايلور
جاك تايلور (بالإنجليزية: Jack Taylor)‏ (21 أبريل 1930 - 27 يوليو 2012)، كان حكم كرة قدم دولي إنجليزي. اشتهر باحتسابه ركلتي جزاء في الثلاثين دقيقة الأولى من نهائي كأس العالم 1974 إذ يُعتبر أول حكم يحتسب ركلة جزاء في نهائي كأس العالم.

## مسيرته التحكيمية
بدأ في التحكيم عام 1963 بعمر 33 عام. قام بتحكيم أكثر من 1000 مباراة خلال 14 عاماً. قام بالتحكيم في مباريات كأس العالم 1970 و1974. كما أدار مباريات نهائية في كأس الاتحاد الإنجليزي وكأس أوروبا.